# اینترول
اینترول (انگلیسی: Interroll) شرکت لجستیک سوئیسی است، که در سال ۱۹۵۹ تأسیس شد.